# كأس كازاخستان 1998–99
كأس كازاخستان 1998–99 (بالروسية: Кубок Казахстана по футболу 1998/1999)‏ هو الموسم 7 من كأس كازاخستان. أقيم خلال الفترة 16 مايو 1998 وحتى 16 يوليو 1999، وأشرف على تنظيمه اتحاد كازاخستان لكرة القدم، وكان عدد الأندية المشاركة فيه 14، وفاز فيه FC Kaisar ‏.